# Jaroslav Bašta
Jaroslav Bašta (15. května 1948 Plzeň – 7. dubna 2024) byl český politik a diplomat, původním povoláním archeolog, za normalizace disident, politický vězeň a signatář Charty 77. V roce 2023 se stal kandidátem na prezidenta republiky.
Po sametové revoluci působil ve vedení tajných služeb a v lustrační komisi. V letech 1996–2000 byl poslancem za Českou stranu sociálně demokratickou, v roce 2021 byl znovu zvolen do poslanecké sněmovny za SPD. V letech 1998–2000 byl ministrem bez portfeje ve vládě Miloše Zemana. Mezi lety 2000 a 2010 působil jako český velvyslanec nejprve v Rusku a poté na Ukrajině. V letech 2019 až 2021 se angažoval v hnutí BOS.
V prezidentské volbě 2023 kandidoval jako stranický kandidát SPD. Se ziskem 4,45 % hlasů skončil na pátém místě.

## Biografie
Vystudoval Střední všeobecně vzdělávací školu (gymnázium) v Žatci a poté v letech 1966–1967 pracoval v Elektroporcelánu Louny. Na Filozofické fakultě Univerzity Karlovy v Praze studoval v letech 1967–1970 historickou archeologii. Zde se angažoval ve studentském Hnutí revoluční mládeže, za což byl v roce 1970 zatčen a v roce 1971 odsouzen na 2,5 roku odnětí svobody. Byl ale propuštěn již v roce 1972. Až do roku 1988 pracoval u státního podniku Stavby silnic a železnic jako dělník a v letech 1988–1989 jako technik.
V prosinci 1976 podepsal Chartu 77 a aktivně se podílel na práci v disentu. V osmdesátých a devadesátých letech byl vědecky činný v archeologii, publikoval práce v tomto oboru.
Byl ženatý, jeho manželka Dara Baštová je archeoložka. Měl nemanželského syna Jakuba, který nešťastnou náhodou zemřel.
Na konci května 2023 přinesl server PrahaIN.cz informaci, že byl hospitalizován ve vážném stavu v jedné z pražských nemocnic a byl uveden do umělého spánku. Stejný zdroj v polovině července 2023 informoval, že mu byla nasazena chemoterapeutická léčba, dýchal pomocí přístrojů a po provedených lékařských zákrocích se odhadovalo, že zřejmě nebude moci hovořit (pravděpodobně tak prodělal tracheotomii, kdy je průdušnice uměle vyústěna na povrch těla).
Zemřel 7. dubna 2024.

## Politické působení
Po roce 1989 se zapojil do politického života. Krátce po sametové revoluci vyhrál konkurs na ředitele Okresního muzea Plzeň-sever, ale pak nastoupil na Úřad na ochranu ústavy a demokracie do funkce ředitele odboru. V letech 1990–1991 byl náměstkem ředitele tajné služby a v letech 1991–1993 předsedou Nezávislé komise FMV (tzv. lustrační komise). Členem České strany sociálně demokratické se stal koncem roku 1994, od roku 1993 pro sociální demokracii působil v jejím odborném zázemí.

### Poslancem a ministrem bez portfeje
Ve volbách v roce 1996 byl zvolen do Poslanecké sněmovny PČR za ČSSD (volební obvod Praha). Zasedal ve výboru pro obranu a bezpečnost jako jeho místopředseda a ve výboru organizačním. Byl rovněž předsedou komise pro kontrolu BIS. Mandát ve sněmovně obhájil ve volbách v roce 1998. V letech 1998–2000 působil jako ministr bez portfeje ve vládě Miloše Zemana. Ve vládě měl na starosti také Akci Čisté ruce. Po odchodu z ministerské funkce zastával ještě po několik měsíců post člena sněmovního výboru pro obranu a bezpečnost. Na poslanecký mandát rezignoval v září 2000.

### Velvyslancem v Rusku a na Ukrajině

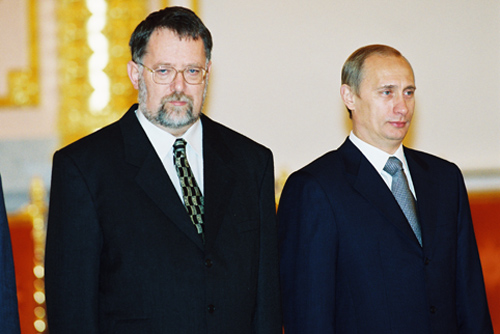
Jaroslav Bašta s Vladimirem Putinem při předání pověřovacích listin 9. listopadu 2000

V letech 2000–2005 působil jako velvyslanec v Ruské federaci a poté v období let 2005–2007 jako náměstek ministra zahraničních věcí. Následně byl v letech 2007–2010 českým velvyslancem na Ukrajině. Oficiálně odešel z velvyslanecké mise ze zdravotních důvodů. V době jeho působení na Ukrajině proběhla aféra okolo podvodů a úplatků při vydávání českých víz na Ukrajině. Baštu kvůli tomu v roce 2009 vyšetřovala česká protikorupční policie.

### Kandidatura do Evropského parlamentu
Na konci února 2019 vystoupil z ČSSD. Ve volbách do Evropského parlamentu v květnu 2019 kandidoval jako lídr hnutí BOS (Bezpečnost, Odpovědnost, Solidarita), a to z pozice nestraníka, zvolen však nebyl. Následně se stal členem hnutí BOS, v říjnu 2019 jeho místopředsedou a v lednu 2020 pak prvním místopředsedou. V listopadu 2020 byl zvolen předsedou hnutí BOS.

### Návrat do Poslanecké sněmovny PČR
Ve volbách do Poslanecké sněmovny PČR v roce 2021 byl lídrem hnutí SPD v Pardubickém kraji. Získal 717 preferenčních hlasů, a stal se tak poslancem. Od března 2023 se až do svého úmrtí kvůli vážným zdravotním problémům sněmovních zasedání neúčastnil. Na mandát i přesto nerezignoval a pobíral poslanecké náhrady. Po jeho úmrtí jej v Poslanecké sněmovně PČR nahradil Marcel Dlask.

### Kandidatura na prezidenta ČR
Dne 10. září 2022 ho hnutí SPD představilo jako svého kandidáta na prezidenta ve volbě v roce 2023. Ministerstvo vnitra jeho kandidaturu zaregistrovalo, když ji podepsalo 20 poslanců z řad SPD včetně Bašty samotného.
Jeho kandidaturu podpořili např. předseda Akce D.O.S.T. Petr Bahník, předsedkyně strany Trikolora Zuzana Majerová, bývalý tiskový mluvčí Václava Klause Petr Hájek, mediální analytik Ladislav Jakl, ústavní právník Zdeněk Koudelka, bývalý armádní důstojník Marek Obrtel, předsedkyně hnutí Aliance národních sil Vladimíra Vítová a hudebník, neúspěšný kandidát na prezidenta z roku 2018 a předseda strany Rozumní Petr Hannig.
Volební průzkumy mu v prosinci 2022 přisuzovaly zisk přibližně 3 % hlasů. V samotné volbě pak skončil se ziskem 248 375 hlasů (4,45 %) na pátém místě a do 2. kola voleb nepostoupil. Do druhého kola volby pak Bašta žádného z kandidátů nepodpořil a již před vyhlášením výsledků prvního kola voleb uvedl, že pokud do druhého kola nepostoupí, k volbám přijde, ale do urny vhodí bílý lístek.